# Sarah Joelle Jahnel

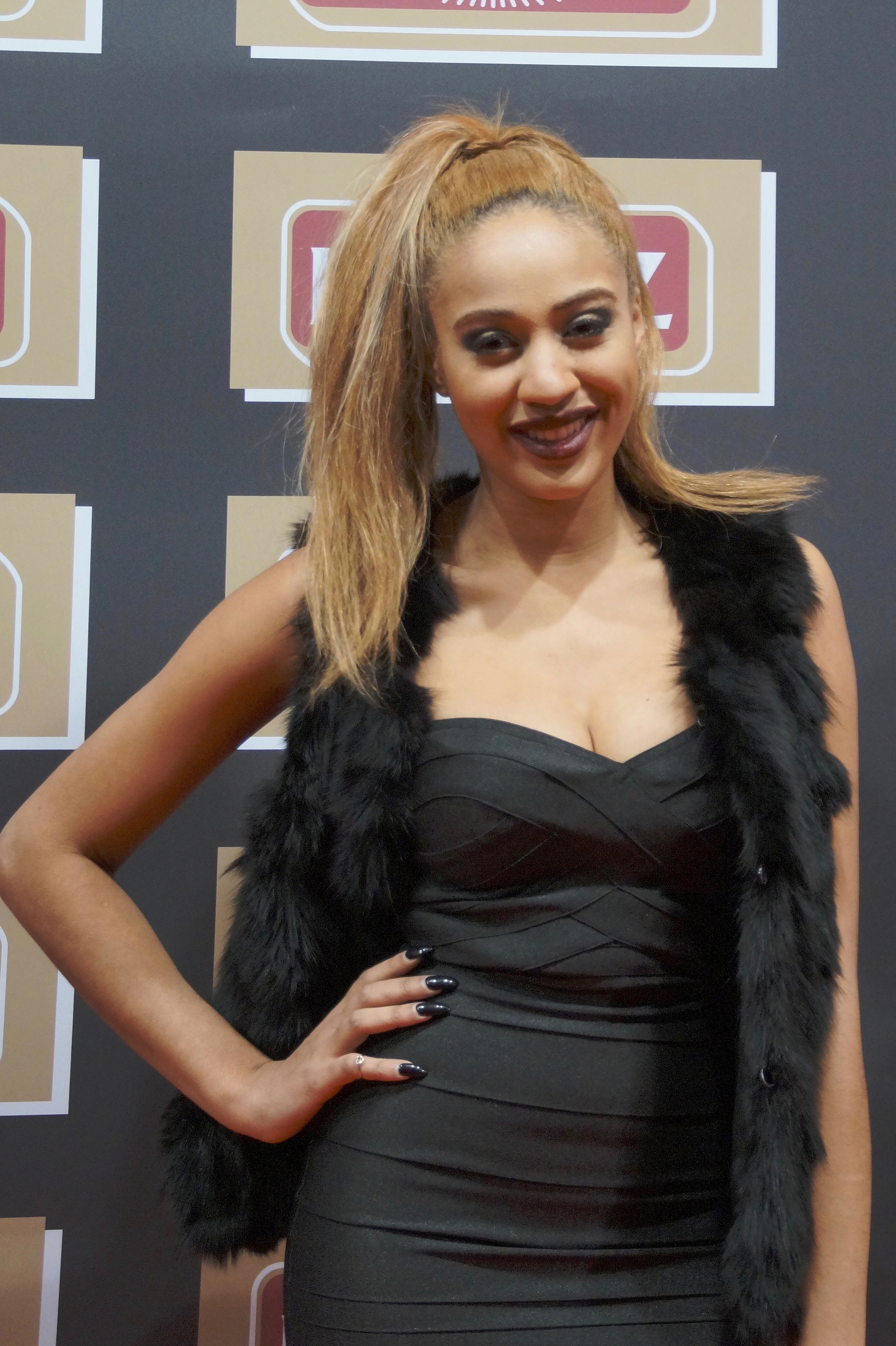
Sarah Joelle Jahnel (2016)

Sarah Joelle Jahnel (* 20. Juli 1989 in Aachen) ist eine deutsche Sängerin, Reality-TV-Teilnehmerin und Erotikmodel.

## Leben und Karriere
Sarah Joelle Jahnel wurde als Tochter einer Deutschen und eines aus der Karibik stammenden Franzosen in Aachen geboren und lebt in Köln. Ihr Vater ist Jazz-Musiker. Sie hat eine jüngere Schwester. Sie arbeitete als Model und entwarf Kleider für ihr eigenes Label „Lu Belle“.
2008 war Jahnel Teil der Kölner Girlgroup SeR!OuS. 2009 nahm sie an der sechsten Staffel von Deutschland sucht den Superstar teil, schaffte es bis in den so genannten Recall auf Teneriffa. 2013 nahm sie erneut bei DSDS an der zehnten Staffel teil und erreichte Platz 14. Gleichzeitig mit ihrer DSDS-Teilnahme erschien sie auf dem Cover der April-Ausgabe des deutschen Playboys. Nach ihrem Ausscheiden bei Deutschland sucht den Superstar kritisierte sie das Format, da man ihr dort das Image der „Schlampe“ verpasst habe. So wurde sie in der Sendung vom Juror Dieter Bohlen mit der Äußerung „Die Schlampe muss man mitnehmen“ als solche betitelt und vom Juror Tom Kaulitz wurde sie als „Partyschlampe“ bezeichnet, was anschließend mediale Kritik an den sexistischen Jurorenbewertungen zur Folge hatte.
Im Spätsommer 2013 war Jahnel Kandidatin an der ersten Staffel von Promi Big Brother und verließ die Sendung vorzeitig aus persönlichen Gründen. Ebenfalls 2013 war sie in einer Episodenrolle in Niedrig und Kuhnt – Kommissare ermitteln zu sehen. Im Juni 2015 veröffentlichte sie bei Xtreme Sound ihre Debüt-Single Make Love und trat anschließend mit dem Lied am Ballermann auf Mallorca auf. Im Oktober 2015 wirkte sie zusammen mit der DSDS-Kandidatin Fabienne Rothe in einer Folge von Köln 50667 mit.
2016 trat Jahnel neben Micaela Schäfer, Mia Julia und Lexy Roxx als Werbeträgerin für die Erotikmesse Venus Berlin in Erscheinung. Im Februar 2016 lief sie als Model auf der Lambertz-Fashionshow und ließ sich für den Erotik-Kalender von Micaela Schäfer ablichten.
Im April 2016 nahm Jahnel an der Live-Sendung Die große ProSieben Völkerball Meisterschaft 2016 teil. Als Gastsängerin wirkte sie in dem Musikvideo Das letzte Mal im Leben von Farid Bang mit. Im Juli 2016 erschien ihre Single Wir fallen wie der Regen. Im Oktober 2016 war sie als Kandidatin in der RTL-Datingshow Adam sucht Eva – Promis im Paradies zu sehen.
Im Januar 2017 nahm sie an der 11. Staffel von Ich bin ein Star – Holt mich hier raus! teil, bei welcher sie den elften Platz belegte. Gleichzeitig mit dem Start des Dschungelcamps erschien ihre dritte Single Midnight Hour. Im Februar 2017 erschien sie auf dem Cover des Männermagazins Penthouse. 2017 gewann sie das Dschungel-Spezial von Das perfekte Promi-Dinner.
2020 wurde sie Mutter einer Tochter, die sie allein erzieht. 2022 nahm Jahnel mit dem Tennisspieler Dominik Wirlend, mit dem sie ab 2018 eine einjährige Fernbeziehung führte, an der Reality-Show Prominent getrennt – Die Villa der Verflossenen teil. Zeitgleich zur Ausstrahlung der Sendung veröffentlichte Jahnel im Februar 2022 die Single Niemals. Außerdem wirkte Jahnel im Februar 2022 veröffentlichten Musikvideo zu Onlyfans von Katja Krasavice mit. Zusammen mit dem Unter uns-Schauspieler Bela Klentze, mit dem Jahnel 9 Jahre zuvor liiert war, nahm sie  2023 an dem Format Eating with my Ex teil.

## Diskografie
Singles
- 2015: Make Love
- 2016: Wir fallen wie der Regen
- 2017: Midnight Hour
- 2022: Niemals
- 2023: Prominent

Gastbeiträge
- 2016: Das letzte Mal im Leben (mit Farid Bang; auf seinem Album Blut)
- 2017: Rolling Stone (Kurdo & Majoe; auf dem Album Blanco)

## Film und Fernsehen

### Als Darstellerin
- 2013: Niedrig und Kuhnt – Kommissare ermitteln
- 2015: Köln 50667 (Folge 699)

### Sonstige Fernsehauftritte
- 2009, 2013: Deutschland sucht den Superstar
- 2011: Arme reiche Mädchen
- 2013: Promi Big Brother[24]
- 2014: Promis suchen ein Zuhause
- 2016: Adam sucht Eva – Promis im Paradies
- 2017: Ich bin ein Star – Holt mich hier raus!
- 2017: Das perfekte Promi-Dinner – Dschungelspezial
- 2016, 2017: Die große ProSieben Völkerball Meisterschaft
- 2018, 2019, 2021: Promis Privat – Mein (fast) perfektes Leben
- 2022: Prominent getrennt – Die Villa der Verflossenen
- 2023: Eating With My Ex
- 2023: Die Schnäppchenhäuser – Promi Special
- 2025: Das Sommerhaus der Stars – Kampf der Promipaare